# Joilson Portocalvo
Joilson Albuquerque Gusmão (Porto Calvo, 10 de janeiro de 1946) é um poeta brasileiro.

## Biografia
Joilson Albuquerque de Gusmão, nasceu em Porto Calvo Alagoas e deslocou-se a Brasília no ano de 1961. Publicitário, escritor e roteirista cinematográfico. Joilson Portocalvo vem participando da vida cultural da Capital da República. Publicou seu primeiro livro de poemas Silêncio Inquieto, Poemas, 1978 (Gráfica e Editora Valci) e Cio, Poemas, 1985; A dança da lua cheia, Novela Infanto-juvenil Publicada com recursos do FAC, Brasília, 1997 (Gráfica e Editora Brasil); Confissões em Cadeia — Sete homens privados do direito de ir e vir, Organização, 1998 (Gráfica e Editora Valci); Espelho, espelho meu, Novela Juvenil em co-autoria com Ronaldo Cagiano, 2000 (Thesaurus Gráfica e Editora de Brasília): Cinzas de Alfazema, Novela, 2001 (Gráfica e Editora Valci); Interseção entre dois mundos, carta de Manoel Gomes a Joilson Portocalvo, 2000 (Gráfica e Editora Valci); Memórias de um Pirralho (minicontos infanto-juvenis) (Edições Camboa) 2002 e Coração Tatuado contos, também com recursos do FAC, (Edições Camboa) (2004).

## Livros
- Silêncio Inquieto
- A dança da lua cheia
- Confissões em cadeia
- Espelho, espelho meu - (2000)
- Cinza de alfazema
- Interseção entre dois mundos, carta de Manoel Gomes a Joilson Portocalvo
- Memórias de um pirralho
- Coração tatuado
- Poesia das cores

## Participação
IV Antologia de Contos e Poética, S. José dos Campos, 1991; Cronistas de Brasília, de Aglaia Souza, 1996; O Prazer da Leitura, de Jacinto Guerra e Ronaldo Cagiano,1997; Poesia de Brasília, de Joanyr de Oliveira, Ed. Sette Letras, 1998; X Antologia de Contos Alberto Renart — Fundação Cultural Cassiano Ricardo, S. José dos Campos,1991; IV Antologia Poética de S. José dos Campos, 1991; Poemas Para Brasília, de Joanyr de Oliveira, Projecto Editorial, 2003 e Antologia do Conto Brasiliense, de Ronaldo Cagiano, Projecto Editorial, 2004.

## Projetos Culturais
Publicou o livro A dança da lua cheia (Ed. Brasil) com recursos do Fundo de Apoio a Cultura - FAC em Brasília no anos de 1997.

## Artistas Relacionados
Ligações diretas em referências artísticas e desenvolvimento de projetos na literatura:
Escritores
- Alglaia Souza
- Jacinto Guerra
- Ronaldo Cagiano
- Joanyr de Oliveira

Artistas Plásticos
- Adegildo Barros

Fotógrafos
- Leonardo França - Poesia das Cores